# Anwar Raslan
Anwar Raslan (arabisch أنور رسلان, DMG Anwar Raslān; * 3. Februar 1963 in Homs) ist ein ehemaliger syrischer Polizist und Oberst der syrischen Geheimdienste. 2020 wurde er im Rahmen des Al-Khatib-Prozesses am Oberlandesgericht Koblenz wegen Verbrechen gegen die Menschlichkeit im Laufe seiner Tätigkeiten als Ermittlungschef der syrischen Geheimdienste angeklagt, im Januar 2022 schuldig gesprochen und zu lebenslanger Freiheitsstrafe verurteilt.

## Flucht nach Deutschland
Raslan lief 2012 im Laufe des syrischen Bürgerkrieges nach eigenen Angaben zur syrischen Opposition über und floh anschließend nach Deutschland. Dort beantragte er Asyl und ließ sich mit seiner Familie in Berlin nieder. Er ging davon aus, dass sein Seitenwechsel die vorherigen Taten ungeschehen gemacht habe. 2015 erstattete er Anzeige gegen Unbekannte, die ihn observiert hätten. Er glaubte, dass Schergen des Assad-Regimes hinter ihm her seien. Seine Aussagen landeten bei der Bundesanwaltschaft in Karlsruhe, die aber ein Verfahren gegen ihn selbst einleitete. Nach anderen Angaben war er in Berlin von einem syrischen Geflüchteten erkannt worden, der angab, eines seiner ehemaligen Folteropfer zu sein.

## Anklage
In der Anklageschrift wurden ihm Folter in mehreren Tausend Fällen und Mord in 58 Fällen vorgeworfen. Der Fall war der erste weltweit, in dem sich ein ehemaliger Staatsbediensteter unter der Regierung von Baschar al-Assad vor Gericht verantworten musste.

## Prozess
Raslan wurde im Februar 2019 verhaftet und unter dem Weltrechtsprinzip angeklagt. Im Prozess, der 108 Verhandlungstage dauerte, wurden mehr als 80 Zeugen vorgeladen. Das Oberlandesgericht sah es bei seiner Verurteilung im Januar 2022 als erwiesen an, dass Raslan als Vernehmungschef für die Folter von mindestens 4000 Menschen, von denen 30 Gefangene diese nicht überlebten, verantwortlich war.

## Urteil
Raslan wurde neben den Verbrechen gegen die Menschlichkeit auch wegen mehrfachen Mordes (27 Fälle), gefährlicher Körperverletzung (25 Fälle), besonders schwerer Vergewaltigung, sexueller Nötigung in zwei Fällen, Freiheitsberaubung und Geiselnahme verurteilt. Das Urteil ist noch nicht rechtskräftig.
Raslan selbst bezeichnete sich während des Gerichtsverfahrens als unschuldig. Eigener Aussage zufolge habe er weder gefoltert noch einen Befehl dazu erteilt. Er gab an, für Freilassungen gefangener Demonstranten des Arabischen Frühlings gesorgt zu haben. Er sympathisierte eigenen Angaben zufolge mit der syrischen Opposition und habe sie nach der Flucht aus Syrien unterstützt. Seine Verteidigung hatte Freispruch gefordert.